# Міноносці Tb 74 T
Торпедні човни Tb 74 T належали до Цісарсько-королівського флоту Австро-Угорщини. Загалом було побудовано 8 човнів, що прослужили під прапорами інших країн до кінця 2-ї світової війни. Згідно з устроєм імперії човни цієї серії збудували на австрійській верфі, на відміну від човнів класу  Tb 82 F, збудованих на верфях належних угорській частині імперії. Згодом було збудовано модернізовані човни класу Tb 98 M.

## Історія
Технічний Комітет Крігсмаріне у березні 1910 видав технічні умови для проектування нових торпедних човнів водотоннажністю у 250 т. Для зменшення вартості проекту було зменшено на 2 вузли проектну швидкість (28 вузлів). Перший човен серії замовили 16 січня 1812 на верфі Stabilimento Tecnico Triestino у Трієсті. Це був перший торпедний човен флоту з паровою турбіною Parsona. Озброєння човнів змінили із запланованих трьох 66 мм гармат і трьох торпедних апаратів до двох гармат і чотирьох 450 мм ТА. На час спуску на воду торпедним човнам вже не надавали назв, а присвоїли номери від 74 до 81 та літеру Т від верфі у Трієсті. Від 21 травня 1917 на човнах флоту усунули літери із позначень човнів.
Під час війни човни використовували для охорони великих військових кораблів, конвоїв, боротьби з підводними човнами, постановки мін, пошуку пошкоджених гідролітаків. В час війни не був втрачений жоден з човнів цього класу.
Завдяки високим технічним даним після війни човни не порізали на металобрухт, а використовували у флотах інших держав. Човни Tb76, Tb77, Tb78, Tb79 передали флоту Югославії, де їм присвоїли позначення Т1, Т2, Т3, Т4. Човен Т4 усунули з флоту 1932 після пошкоджень завданих скалами, а згодом човен Т2 (1939).
Після початку війни човни Т1, Т3 захопили італійці і ввели до свого флоту. Після капітуляції Італії Т1 перебрався до Мальти, потім знаходився до 1958 у флоті Югославії під назвою "Golenica". Тоді встановили нові 66 мм гармати, другий кулемет.
Після окупації Італії Т3 захопили німці, надавши йому позначення TA 48. Човен передали флоту Хорватії (серпень-грудень 1944), потім з хорватським екіпажем ввели до Крігсмарини. Потоплений авіацією союзників 20 лютого 1945 у Трієсті.
Човни Tb75, Tb76, Tb80, Tb81 передали флоту Румунії, де їх назвали "Viforul", "Vartejul", "Vijelia", "Sborul". Перші три човни виключили з флоту 1932 року. Човен "Sborul" перебув нову війну. Кормову гармату замінили 37 мм зенітною, додано 20 мм великокаліберний кулемет, додано системи встановлення мін та знято торпедні апарати. У вересні 1944 був захоплений СРСР і перейменований на "Муссон". Після жовтня 1945 повернений Румунії і знаходився у її флоті до 1958 року.